# Unfallversicherung (Schweiz)
In der Schweiz bildet die Unfallversicherung einen Sozialversicherungszweig. Gesetzliche Grundlage bildet hierfür das Bundesgesetz vom 20. März 1981 über die Unfallversicherung (SR 832.20).

## Versicherte Risiken
- Ein Unfall ist eine plötzliche, nicht beabsichtigte schädigende Einwirkung eines ungewöhnlichen äusseren Faktors auf den menschlichen Körper, die eine Beeinträchtigung der körperlichen, geistigen oder psychischen Gesundheit oder den Tod zur Folge hat.

- Eine Berufskrankheit ist eine Krankheit, von der nachgewiesen ist, dass sie ausschliesslich oder stark überwiegend durch berufliche Tätigkeit verursacht worden ist.

Gesundheitliche Beeinträchtigungen, welche nicht die Folge von Unfällen sind, gelten als Krankheiten; die Heilungskosten für Krankheiten werden von den Krankenkassen übernommen. Da jedoch die Leistungen der Unfallversicherung für die versicherte Person besser sind – die Krankenkassen zahlen keine Renten aus – haben die Versicherten ein grosses Interesse daran, das Vorliegen eines Unfalles nachweisen zu können.

## Versicherte Personen
Alle erwerbstätigen Personen in der Schweiz sind gegen die Folgen von Berufsunfall und Berufskrankheit versichert. Die Prämien für die Berufsunfallversicherung gehen zu Lasten des Arbeitgebers.
Arbeitnehmer, welche mindestens acht Stunden pro Woche beim selben Arbeitgeber einer Erwerbstätigkeit nachgehen, sind über diesen auch gegen die Folgen von Nichtberufsunfällen (NBU) versichert. Die Prämien für die Nichtberufsunfallversicherung gehen grundsätzlich zu Lasten des Arbeitnehmenden, sie werden jedoch teilweise von Arbeitgebern übernommen.
Der Versicherungsschutz besteht einen vollen Monat (maximal 31 Tage) über das Ende des Arbeitsverhältnisses hinaus. Der Arbeitnehmer kann diese Nachdeckungsfrist durch eine sog. „Abredeversicherung“ auf 6 Monate verlängern.
Bei Personen, welche nicht über die Unfallversicherung gegen die Folgen von Unfällen versichert sind, trägt die Krankenkasse die Kosten der Heilbehandlung nach Unfällen. Solche Personen haben bei ihrer Krankenversicherung einen Prämienzuschlag zu bezahlen.

## Versicherer
Die Arbeitnehmer einiger Branchen sind bei der SUVA versichert (vgl. Art. 66 UVG). In allen anderen Branchen wählt der Arbeitgeber einen zugelassenen Privatversicherer.

## Leistungen
Voraussetzung für einen Leistungsanspruch ist, dass der gesundheitliche Schaden adäquat kausal durch den Unfall verursacht ist. Je mehr Zeit seit dem Unfall verflossen ist, desto eher kann es zum Streit kommen, ob ein gesundheitlicher Schaden tatsächlich noch als durch den Unfall verursacht zu gelten hat.

### Vor dem „Fallabschluss“
So lange von der ärztlichen Behandlung noch eine namhafte Verbesserung des gesundheitlichen Zustands der versicherten Person erwartet werden kann, übernimmt die Unfallversicherung die Kosten der Heilbehandlung. Besteht zudem eine Arbeitsunfähigkeit, wird auch ein Unfalltaggeld ausgerichtet. Sobald keine namhafte Verbesserung des Gesundheitszustands mehr zu erwarten ist, erfolgt ein sog. „Fallabschluss“; die Leistungen für Taggeld und Heilbehandlung werden „eingestellt“.

### Nach dem „Fallabschluss“
Besteht auch nach dem Fallabschluss noch eine Erwerbsunfähigkeit von mind. 10 %, so wird eine Invalidenrente ausgerichtet. Erleidet die versicherte Person durch den Unfall eine dauernde erhebliche Schädigung der körperlichen, geistigen oder psychischen Integrität, so wird zudem eine einmalige „Integritätsentschädigung“ ausgerichtet. „Hilflose“ Personen haben gegebenenfalls Anspruch auf eine Hilflosenentschädigung.

### Bei Tod
Stirbt die versicherte Person aufgrund des Unfalles, so übernimmt die Unfallversicherung einen Teil der Kosten für Leichentransport und Bestattung. Den Hinterbliebenen werden zudem teilweise Hinterbliebenenrenten ausbezahlt.

### Stossende Praktiken bei Wiedererwägungen
Die Allianz-Versicherung wird dafür kritisiert, viele Jahre nach dem Unfallereignis bestehende Renten aus Kostengründen aufzuheben.

## Fussnoten
1. ↑  Andres Eberhard: Perfide Tricks: Allianz geht gegen Versicherte vor. 28. März 2023.